# Wolfgang Weiß (Rechtswissenschaftler)
Wolfgang Weiß  (* 15. September 1966 in Weiden (Oberpfalz)) ist ein deutscher Rechtswissenschaftler.

## Leben
Von 1988 bis 1993 studierte er Rechts- und Wirtschaftswissenschaften an der Universität Bayreuth (Studienstipendium nach dem Bayerischen Begabtenförderungsgesetz). Nach der ersten juristischen Staatsprüfung 1993 (gut) erhielt er 1994 ein Promotionsstipendium der Konrad-Adenauer-Stiftung. Nach der Promotion 1995 wurde ihm 1995 der Wissenschaftspreis der Stadt Bayreuth für die Dissertation verliehen. Nach der zweiten juristischen Staatsprüfung (gut) 1997 und der Habilitation in Bayreuth 2000 wurde ihm 2003 der FORSI-Wissenschaftspreis 2003 der Forschungsstelle Sicherheitsgewerbe an der Universität Hamburg für die Habilitationsschrift verliehen. Von 2006 bis 2012 lehrte er als Professor in International Law an Oxford Brookes University. Von 2006 bis 2008 war er Universitätsprofessor für Öffentliches Recht an der Universität Erlangen-Nürnberg. Seit 2008 ist er Universitätsprofessor für Öffentliches Recht, insbesondere Europa- und Völkerrecht an der Deutschen Universität für Verwaltungswissenschaften Speyer. Er ist zugleich Direktor der Bibliothek der Universität. Seit 2015 ist er Senior Fellow am Deutschen Forschungsinstitut für Öffentliche Verwaltung.

## Schriften (Auswahl)
- Die Verteidigungsrechte im EG-Kartellverfahren. Zugleich ein Beitrag zu den allgemeinen Rechtsgrundsätzen des Gemeinschaftsrechts. Köln 1996, ISBN 3-452-23435-5.
- Die Personenverkehrsfreiheiten von Staatsangehörigen assoziierter Staaten in der EU. Eine vergleichende Analyse der Assoziationsabkommen. Berlin 1998, ISBN 3-631-34164-4.
- Privatisierung und Staatsaufgaben. Privatisierungsentscheidungen im Lichte einer grundrechtlichen Staatsaufgabenlehre unter dem Grundgesetz. Tübingen 2002, ISBN 3-16-147790-1.
- Entscheidungsspielräume bei der Konzessionierung nach § 46 EnWG. Eine kritische Betrachtung der jüngsten BGH-Rechtsprechung. München 2015, ISBN 3-406-67775-4.